# Динамо (стадион, Киев)
Стадион «Динамо» имени Валерия Лобановского (укр. Стадіон «Динамо» імені Валерія Лобановського) — футбольный стадион в Киеве, Украина. Находится в собственности ФК «Динамо» (Киев). Домашняя арена киевского «Динамо». Стадион принимал финал Лиги чемпионов УЕФА среди женщин в 2018 году.

## История
Стадион «Динамо» расположен в Городском саду в центре Киева. Адрес: 01001 Киев, ул. Михаила Грушевского, 3. Ближайшие станции метро — «Майдан Незалежности», «Крещатик» и «Арсенальная».
В начале XX века на территории нынешнего стадиона рядом с Петровской аллеей размещались теплицы, поставлявшие овощи и фрукты в царскую резиденцию — Мариинский дворец. Здесь же находилось и весьма популярное среди горожан «Шато-де-Флёр» («Замок цветов») с кафешантанами, увеселительными заведениями с открытой сценой, кабаре, концертными площадками и т. п. Большинство построек «Шато» не пережило Гражданской войны.
В 1920-е годы на их месте Киевский губернский совет общества «Динамо» построил несколько спортивных площадок: баскетбольную, волейбольную и гандбольную, а также футбольное поле с деревянной раздевалкой и гимнастический городок. Проект архитекторов В. Осьмака и В. Беспалого был реализован за два года. В комплексе «Динамо» были предусмотрены места для досуга: ультрасовременный конструктивистский ресторан, киноплощадка, эстрадный театр, раковина для оркестра, фонтаны. Но главным сооружением было, конечно же, спортивное поле с трибунами на 23 тысячи зрителей, удачно вписанное в естественные склоны окружающего парка.
Строительство стадиона началось в 1931 году по проекту инженера-архитектора П. Ржечицкого. За два года были сделаны основные работы по общей планировке стадионного комплекса и в первую очередь спортивного ядра с футбольным полем и беговой дорожкой. Постройка последующих отдельных сооружений на его территории велось в 1934-36 по проектам гражданского инженера-архитектора В. Осьмака и архитектора В. Беспалого (главное спортивное ядро), арх.-худ. Н. Манучаровой и арх. В. Полищука (главный вход) решен в виде вогнутой колоннады с двумя пилонами по краям), арх.-худ. Й. Каракиса (ресторан стадиона (памятник архитектуры конструктивизма) и др. Первым директором стадиона был Соломон Осипович Броневой. 12 июня 1933 года состоялось открытие стадиона «Динамо». В рамках этого праздника состоялся матч между принципиальными соперниками командами Киева и Харькова. Киевляне победили гостей (2:1), а автором первого гола в истории прославленного стадиона стал Николай Борисович Махиня.
В 1934 стадион «Динамо» назвали Всеукраинским. В постоянную эксплуатацию стадион был введён в 1934 году, который и значится как год появления стадиона, хотя матчи на нём проводились и раньше. Вместимость стадиона «Динамо» в 1933 году составляла 18 тысяч сидячих мест, однако по подсчётам стадион имел возможность принять до 23 тысяч зрителей. В день же открытия арены, на финальный матч первой украинской «Динамиады», в котором встречались команды Киева и Харькова, пришло около 45 тысяч человек.
Когда Киев стал столицей УССР, решено было оформить вход на стадион более солидно, и к 1936-му на углу улицы Кирова (теперь Михаила Грушевского) и Петровской аллеи появилась эффектная колоннада. Поскольку сначала стадион «Динамо» входил в систему ГПУ-НКВД, его называли именами руководителей карательного ведомства — Всеволода Балицкого, затем Николая Ежова. Но вскоре они сами стали жертвами репрессий, и их фамилии исчезли с колоннады стадиона. В мае 2002 года после смерти тренера Валерия Лобановского стадиону было присвоено его имя.
24 мая 1936 года киевские динамовцы на своём стадионе провели первый матч в чемпионатах СССР против московских одноклубников. Вот как описывала предстоящее событие одна из украинских газет: «Уже с двух часов дня в прекрасную солнечную погоду потоки киевлян шествовали к стадиону „Динамо“. Центральная улица Киева имени Воровского, несмотря на всю свою ширину, в этот день превратилась в узкую улочку с односторонним движением. До 4-х часов дня около 40 тысяч зрителей заполнили трибуны одного из самых красивых стадионов Союза».
С точки зрения собственно футбола повторилась история с забитым голом в день открытия стадиона, принявшего первых зрителей три года назад. Первый исторический гол киевских динамовцев снова на свой счёт записал Николай Махиня, поразивший ворота Квасникова за 10 минут до финального свистка.
Во время Великой Отечественной войны стадион был сильно разрушен, на его территории долгие годы находили неразорвавшиеся снаряды и мины. Но стадион пережив оккупацию возродился и снова принял первый послевоенный матч «бело-синих» в чемпионате СССР, проведённый против московского «Локомотива» (1:1), через четыре дня после Дня победы, 13 мая 1945 года. С 1956 года на отстроенном стадионе проводил матчи дублирующий состав «Динамо». В 1956—1966 годах проведена реконструкция стадиона (архитекторы Михаил Гречина и И. Хоменко). Стадион вновь был реконструирован в 1977—1980 годах в рамках подготовки к Олимпийским играм — в рамках требований международных футбольных организаций. На стадионе установлены четыре металлические вышки (высотой 45 м) для прожекторов. Последняя масштабная реконструкция была проведена в начале 1990-х годов.
C введением в эксплуатацию в Киеве нового большого стадиона, поле «Динамо» отошло на второй план. Но болельщики увлечённо смотрели здесь тренировки мастеров, игры дублёров.
Затем на «Динамо» пришли строители, когда стадион решили подготовить к Олимпиаде-80. Стадион преобразился и похорошел. Его архитектуру дополнили четыре осветительные вышки, электронное табло. Вместительность трибун уменьшилась до 18 тысяч, зато на один этаж «подросло» административное здание. Капитальной реконструкции подверглись легкоатлетические дорожки, спортивные залы, плавательный бассейн, теннисные корты и баскетбольные площадки.
И, хотя матчи одного из олимпийских групповых турниров стадион «Динамо» не принимал, на нём с удовольствием тренировались олимпийцы.

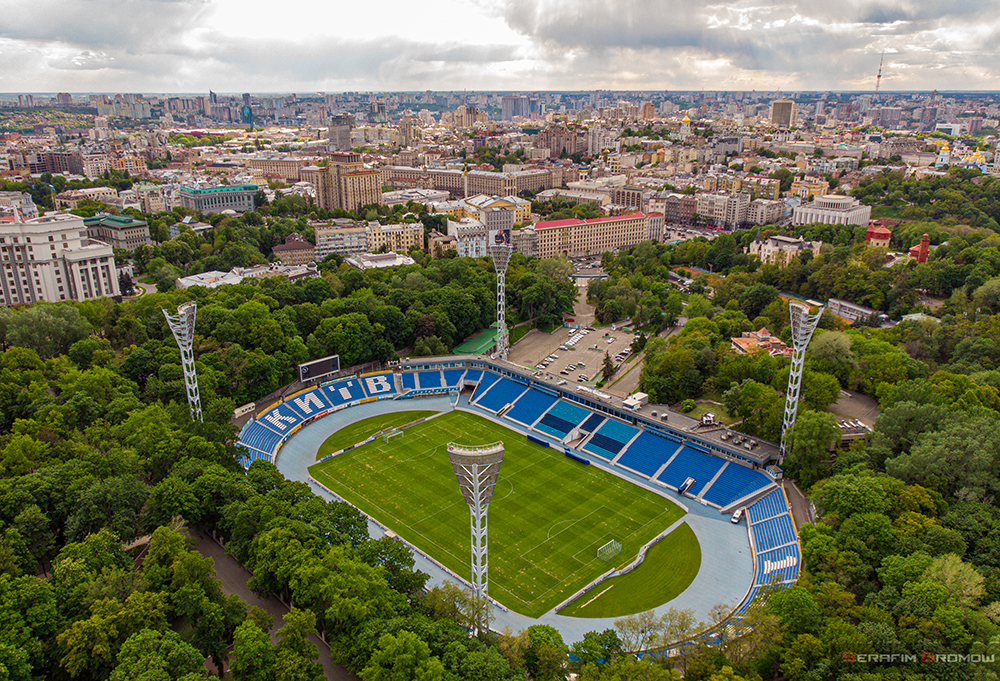
Вид с воздуха на стадион «Динамо»

Новая жизнь арены началась в 90-х годах. Очередная реконструкция превратила «Динамо» в исключительно футбольный стадион. Были убраны легкоатлетические дорожки, увеличено до стандартных размеров поле. В соответствии с требованиями международных футбольных организаций на капитально отремонтированных трибунах установили индивидуальные пластиковые кресла для зрителей.
В перестроенных помещениях центральной трибуны за современным фасадом из стекла и алюминия разместился трёхэтажный офис ООО «ФК „Динамо“ (Киев)» и практически все его службы. В 2001 году на территории комплекса открыт комфортабельный фитнесс-центр с плавательным бассейном. К зданию клубного офиса примыкает открытая автостоянка и подземный гараж.
В мае 2002 года после смерти выдающегося футбольного тренера Валерия Васильевича Лобановского, приведшего клуб к высотам европейской футбольной славы, Совет акционеров тогда ещё ЗАО ФК «Динамо» (Киев) принял решение назвать клубный стадион его именем. В 2003 году на территории стадиона ему установили бронзовый памятник.
Несколько лет это было основное место выступлений киевского «Динамо». На изумрудном газоне стадиона, всегда отличавшегося великолепным качеством проходили матчи чемпионата и Кубка Украины, еврокубков, отдельные игры сборной. Здесь впервые предстал перед земляками после возвращения в «Динамо» прославленный форвард Андрей Шевченко.

## Описание
- Секторов — 29
- Мест — 16 873
- Освещение — 1200 люкс
- Поле (с подогревом) — 100 м х 75м

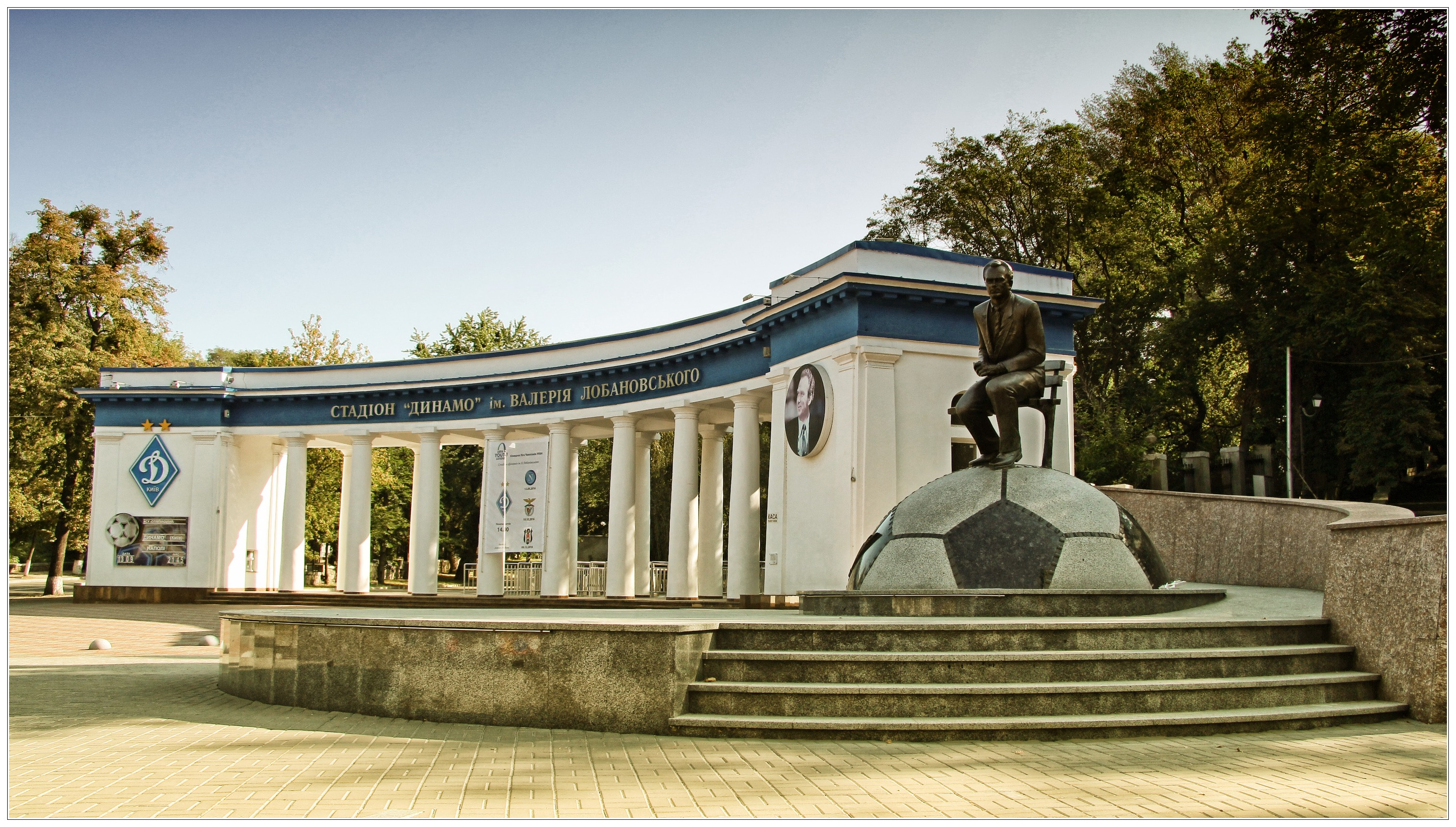
Главный вход

- Ультрас-сектор — 1 600 мест (гостевой)

В помещениях центральной трибуны находится трёхэтажный офис ООО «ФК „Динамо“ (Киев)» и практически все его службы. В 2001 году на территории стадиона открыт фитнес-центр с плавательным бассейном.
В 2003 году, к первой годовщине со дня смерти Валерия Лобановского, на территории стадиона ему установлен памятник. В конце декабря 2013 года памятник перенесли на новое место — ко входу на территорию стадиона около перекрёстка улицы Михаила Грушевского и Петровской аллеи.

## Происшествия во время Евромайдана

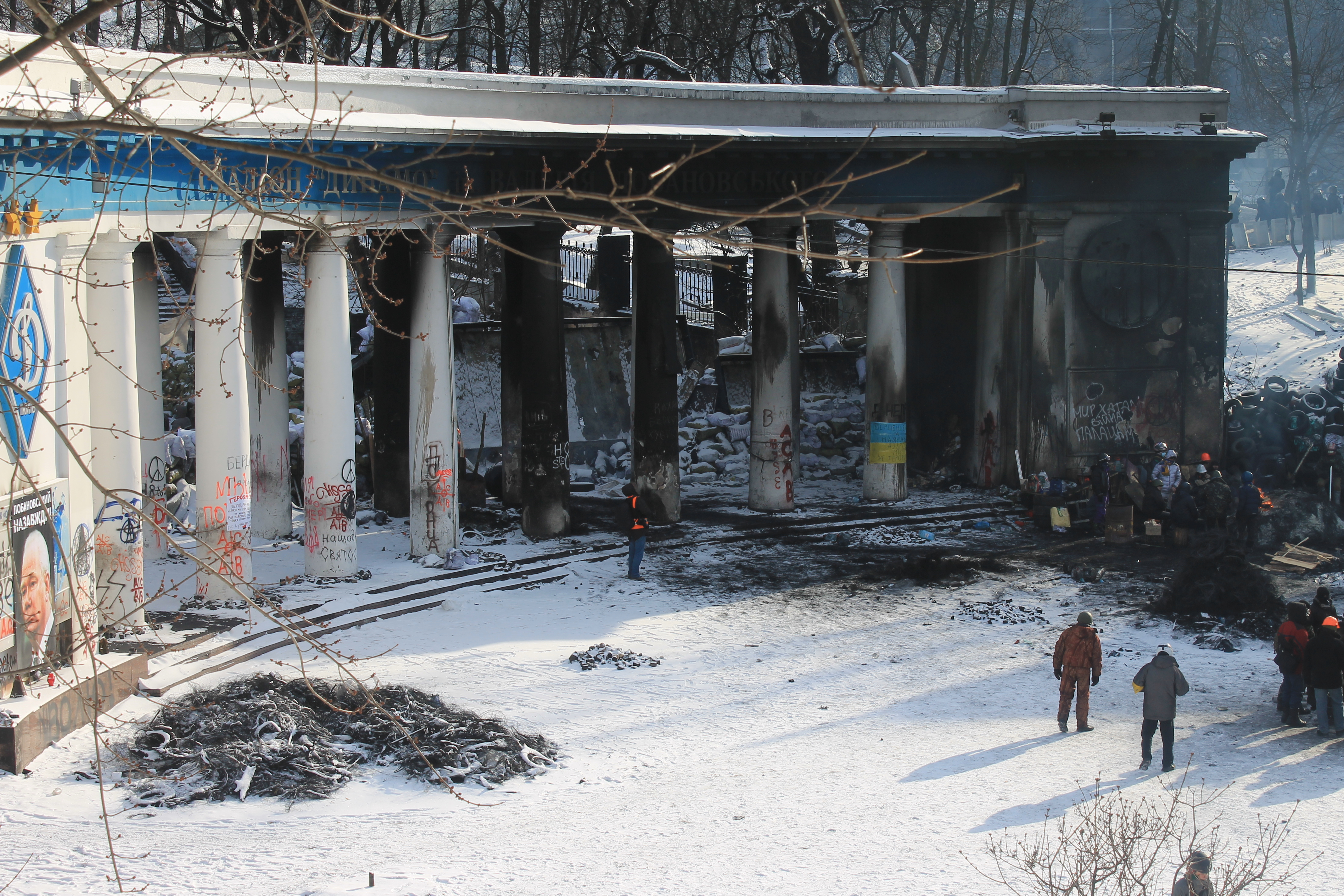
Вход на стадион «Динамо» 29 января 2014 года

В ходе событий Евромайдана в Киеве 20 января 2014 года колоннада центрального входа на территорию стадиона оказалась рядом с эпицентром противостояния. На территории стадиона сгорел павильон билетных касс, который протестующие забросали бутылками с зажигательной смесью. Сгорел также портрет Валерия Лобановского, расположенный на колоннаде. Памятник Валерию Лобановскому, незадолго до этих событий перенесённый с территории стадиона и оказавшийся в эпицентре столкновений, тем не менее, особо не пострадал.